# Stygnobates
Stygnobates is een geslacht van hooiwagens uit de familie Gonyleptidae.
De wetenschappelijke naam Stygnobates is voor het eerst geldig gepubliceerd door Mello-Leitão in 1927. 

## Soorten
Stygnobates is monotypisch en omvat slechts de volgende soort:
- Stygnobates barbiellinii